# (38526) 1999 TB296
1999 تي بي 296 (ويعرف أيضًا باسم (38526) 1999 تي بي 296 وفق تسمية الكوكب الصغير) (بالإنجليزية: 1999 TB296)‏ هو كويكب ضمن حزام الكويكبات؛ وترتيبه 38526 من حيث الاكتشاف.
اكتُشف هذا الجُرم الفلكي بواسطة ماسح السماء كاتالينا في 1 أكتوبر 1999.

## وصلات خارجية
- (38526) 1999 TB296 في قاعدة بيانات مختبر الدفع النفاث لأجرام النظام الشمسي الصغيرة

- الاكتشاف · مخطط المدار ·  العناصر المدارية · المعلمات المادية

- (38526) 1999 TB296 على موقع ويكي سكاي: DSS2, SDSS, GALEX, IRAS, Hydrogen α, X-Ray, Astrophoto, Sky Map, Articles and images